# An-Nâsir Badr ad-Dîn Abû al-Ma`âlî al-Hasan
Pour les articles homonymes, voir An-Nasir.

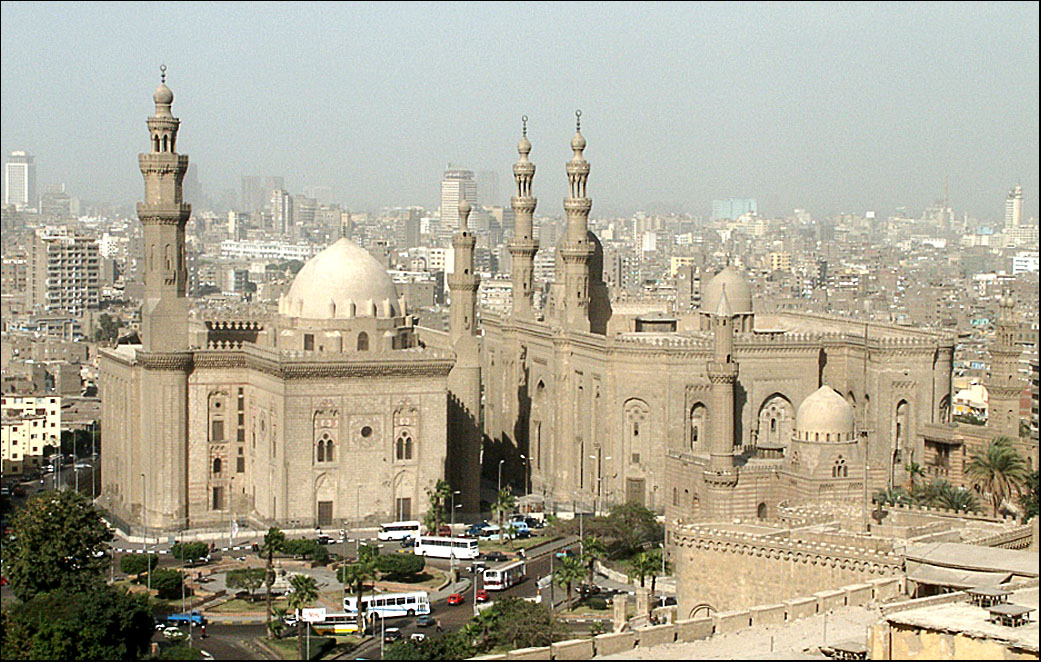
La mosquée d'An-Nâsir Badr ad-Dîn al-Hasan au Caire (dite mosquée du Sultan Hasan construite entre 1356 et 1363) (à gauche avec le grand dôme qui surplombe le mausolée vide du sultan), la mosquée de droite est celle d'Al-Rifai (construite entre 1867 et 1912).

An-Nâsir Badr ad-Dîn Abû al-Ma`âlî al-Hasan ou An-Nâsir al-Hasan (1334-1361) est un sultan mamelouk bahrite d’Égypte de 1347 à 1351 et de 1354 à 1361, son règne est interrompu par celui de son frère As-Sâlih Salâh ad-Dîn Sâlih. Il est le septième et le seul des huit fils d'An-Nâsir Muhammad à régner pendant plus de trois ans. Son neveu Al-Mansûr Salâh ad-Dîn Muhammad lui succède en 1361.

## Biographie
En 1347, An-Nâsir al-Hasan succède à son frère Al-Muzaffar Sayf ad-Dîn Hâjjî, il prend alors le nom d'An-Nâsir Badr ad-Dîn. Al-Muzaffar Sayf ad-Dîn Hâjjî a vidé le trésor des sultans avec la complicité d’une de ses esclaves au moment où la population du Caire meurt de faim. Il est mort assassiné.

### Premier règne (1347-1351)
An-Nâsir al-Hasan commence par mettre au pas les favoris et les maîtresses de ses prédécesseurs. En 1348, l’Égypte est victime d’une épidémie de peste noire. L’épidémie a pris naissance en Asie centrale. Elle est amenée vers le Proche-Orient par les marchands circulant dans l’empire Mongol. La garde royale a disparu, les casernes de la citadelle sont vides : il y a plus de neuf-cent-mille(900 000) enterrements au Caire pendant les mois de novembre et décembre 1348. Les cimetières sont pleins et on n’enterre plus les morts. L’épidémie diminue à l’automne 1349, puis s’arrête. La peste ne met pas fin aux rivalités entre les émirs. An-Nâsir al-Hasan est renversé par un complot. Les insurgés le mettent en résidence surveillée. Son frère  As-Sâlih Salâh ad-Dîn Sâlih âgé de quatorze ans est mis sur le trône.

### Règne d'As-Sâlih Salâh ad-Dîn Sâlih
Il n'a que quatorze ans quand les émirs le portent au pouvoir. Il est renversé en 1354 et An-Nâsir al-Hasan est ramené au pouvoir.

### Second règne (1354-1361)
Restauré, An-Nâsir al-Hasan va laisser les émirs gouverner tandis qu'il se livre à une vie de débauche. Une expédition est envoyée en Cilicie pendant laquelle ses troupes prennent Adana et Tarse. Il termine sa vie emprisonné et probablement assassiné, son corps n'a jamais été retrouvé. Le mausolée attenant à la mosquée du Sultan Hasan ne contient qu'un cénotaphe.
Son neveu Al-Mansûr Salâh ad-Dîn Muhammad fils d'Al-Muzaffar Sayf ad-Dîn Hâjjî lui succède.